# 五十嵐ジャンヌ
五十嵐 ジャンヌ（いがらし ジャンヌ、1968年 - ）は、日本の美術研究家。
千葉県生まれ。1991年、東京芸術大学美術学部卒業。1995年、大阪大学大学院文学研究科博士前期課程修了。1996年、パリ古人類学研究所（第四紀：地質学、古人類学、先史学）高等教育免状（DEA）取得。2003年、フランス国立自然史博物館博士号取得（先史学博士）。2008年、東京芸術大学大学院美術研究科博士リサーチセンター非常勤講師。専門はヨーロッパの旧石器時代美術。
1990年代から2000年代にかけて、ラスコーをはじめ、フランスやスペインに現存する旧石器時代の洞窟壁画50か所以上を調査する。2016年から2017年にかけて開催された特別展「世界遺産 ラスコー展～クロマニョン人が残した洞窟壁画～」で学術協力をする。

## 著書
- 『なんで洞窟に壁画を描いたの？ー美術のはじまりを探る旅』（新泉社、2021年）
- 『洞窟壁画考』(青土社、2023年)